# Rafinoză
Rafinoza este o trizaharidă întâlnită în unele plante. Compusul este alcătuit din galactoză, glucoză și fructoză.

## Sinteză
Rafinoza este sintetizată de plante, din galactinol și zaharoză :
zaharoză + galactinol → rafinoză + mio-inozit
Reacția se produce în prezența enzimei galactosyl-transferaze care are rol de catalizator.
Substanțe înrudite
Din rafinoză pot lua naștere o serie de oligozaharide care au de asemenea o legătură glizidică în poziția α-1,6-.
rafinoză + galactinol → stahioză + mio-inozit
stahioză + galactinol → verbascoză + mio-inozit

## Răspândire
Rafinoza și derivatele ei se află în unele plante, în compoziția amidonului sau în glucidele din salivă. În cantități mari (5 - 15 %) rafinoza se află în plante leguminoase ca mazăre sau fasole, ea se mai află și în trestia de zahăr, sfecla de zahăr ca și în floemul cucurbitaceaeelor (dovleac), teiului și ulmului.  